# Canton de Thorens-Glières
Le canton de Thorens (1793-1801), puis de Thorens-Sales (1860-1947) et plus récemment canton de Thorens-Glières (1947-2015) est un ancien canton français, situé dans le département de la Haute-Savoie. Le chef-lieu de canton se trouvait à Thorens-Glières. Il disparait lors du redécoupage cantonal de 2014 et les communes rejoignent le nouveau canton d'Annecy-le-Vieux.

## Géographie
Le canton de Thorens-Glières correspond à la combe ou vallée de la Fillière, affluent du Fier, qui a donné naissance au pays de Fillière. Il est situé au nord-est d'Annecy, dans la région du plateau de la Borne ou des Bornes.

## Histoire administrative
Lors de l'annexion du duché de Savoie à la France révolutionnaire en 1792, la vallée de Fillière est organisée, en 1793, en canton dont Thorens est le chef-lieu, au sein du district d'Annecy, dans le département du Mont-Blanc,,. Ce nouveau canton compte trois communes : Aviernoz, Les Ollières et Thorens avec 8 318 habitants. Avec la réforme de 1800, le canton est supprimé et les communes sont intégrées dans celui de La Roche, situé dans le nouveau département du Léman, dans l'arrondissement communal de Bonneville
En 1814, puis 1815, le duché de Savoie retourne dans le giron de la maison de Savoie. Le canton de La Roche est supprimé donnant naissance à des mandements sardes. Thorens-Sales devient l'un d'entre-eux et comprend huit communes, dans la province de Genevois. Il est constitué de Allonzier, Aviernoz, Evires, Groisys-en-Bornes, Les Ollières, Thorens-Sales, Villy-le-Bouveret et Vovray, soit l'ensemble de communes du plateau des Bornes, exception fait de Villaz. Lors des réformes de 1818 et 1837, Allonzier est transférée au mandement d'Annecy et celui de Thorens-Sales obtient Menthonnex-en-Bornes et Villaz.
Au lendemain de l'Annexion de 1860, le duché de Savoie est réunis à la France et retrouve une organisation cantonale, au sein du nouveau département de la Haute-Savoie (créé par décret impérial le 15 juin 1860). L'organisation est mise en place le 20 décembre 1860. Le canton de Thorens-Sales est créé. Il change de nom en même temps que la commune de Thorens-Sales en Thorens-Glières en 1947.
Par décret du 13 février 2014, le nombre de cantons du département est divisé par deux, avec mise en application aux élections départementales de mars 2015. Les communes du canton rejoignent le canton d'Annecy-le-Vieux, devenu le canton d'Annecy-3, en 202.

## Composition

### Canton de Thorens (1793-1801)
Le nouveau canton de Thorens compte trois communes : Aviernoz, Les Ollières et Thorens.

### Canton de Thorens-Glières (1947-2015)
Le canton de Thorens-Glières regroupait les six communes suivantes :
| Nom             | Code Insee | Intercommunalité       | Superficie (km2) | Population (dernière pop. légale) | Densité (hab./km2) |
| --------------- | ---------- | ---------------------- | ---------------- | --------------------------------- | ------------------ |
| Aviernoz        | 74022      | CC du Pays de Fillière | 15,90            | 897 (2014)                        | 56                 |
| Évires          | 74120      | CC du Pays de Fillière | 19,49            | 1 415 (2014)                      | 73                 |
| Groisy          | 74137      | CA Grand Annecy        | 21,44            | 3 465 (2014)                      | 162                |
| Les Ollières    | 74204      | CC du Pays de Fillière | 11,64            | 852 (2014)                        | 73                 |
| Thorens-Glières | 74282      | CC du Pays de Fillière | 63,05            | 3 163 (2014)                      | 50                 |
| Villaz          | 74303      | CA Grand Annecy        | 15,27            | 3 367 (2014)                      | 220                |

## Représentation

### Liste des conseillers généraux (1861-2015)
| Période | Période          | Identité                                                                                        | Étiquette                                        | Qualité |
| ------- | ---------------- | ----------------------------------------------------------------------------------------------- | ------------------------------------------------ | --- |
| 1861    | 1889             | Comte Eugène de Roussy de Sales (1822-1915)                                                     | Conservateur                                     | Ancien militaire (officier d'artillerie), propriétaire du château de Sales à Thorens                                                |
| 1889    | 1892 (démission) | Antoine Julliard                                                                                | Républicain                                      | Maire d'Aviernoz |
| 1892    | 1937             | Comte François Eugène Charles de Roussy de Sales (1860-1943)-(Fils d'Eugène de Roussy de Sales) | Droite Monarchiste puis Républicain Conservateur | Propriétaire du château de Thorens                                                                                                  |
| 1937    | 1940             | François-Maurice de Roussy de Sales (1897-1945)-(fils du précédent)                             | Entente républicaine (URD)                       | Maire de Thorens-Glières Nommé membre de la Commission administrative départementale en 1941 Nommé conseiller départemental en 1942 |
|         |                  |                                                                                                 |                                                  | |
| 1945    | 1958             | Georges Demaison                                                                                | MRP                                              | Cordonnier et négociant en chaussures Maire de Thorens-Glières                                                                      |
| 1958    | 1982             | Arthur Lavy                                                                                     | CNI puis UDF-PR                                  | Inspecteur des Contributions directes Maire d'Argonay Sénateur (1958-1977) Président du Conseil Général (1955-1979)                 |
| 1982    | 1994             | Louis Baud (1921-2002)                                                                          | UDF-PR                                           | Cultivateur, boulanger, débitant de tabac Maire de Villaz (1971-1995)                                                               |
| 1994    | 1995 (démission) | Jean-Claude Carle                                                                               | UDF-PR                                           | Agent technique Sénateur (1995-2018) Conseiller municipal de Groisy Conseiller régional                                             |
| 1995    | 2008             | Claude Nanjod                                                                                   | DVG                                              | Chef d'entreprise Maire d'Évires jusqu'en 2008                                                                                      |
| 2008    | 2015             | François Excoffier                                                                              | UMP                                              | Président du syndicat mixte des Glières Chef d'entreprise Elu en 2015 dans le Canton d'Annecy-le-Vieux                              |

### Conseillers d'arrondissement (1861-1940)
| Période                                  | Période      | Identité                             | Étiquette                    | Qualité |
| ---------------------------------------- | ------------ | ------------------------------------ | ---------------------------- | --- |
| 1871                                     |              | Charles Hippolyte Tissot (1830-1914) |                              | Notaire à Annecy                                                                                            |
|                                          |              |                                      |                              | |
| 1892                                     | 1910         | Julien Jacquet                       | Républicain                  | Maire de Groisy                                                                                             |
| 1910                                     | 1927 (décès) | Jules Charrière                      | Républicain progressiste URD | Négociant en bois, maire de Thorens                                                                         |
| 1927                                     | 1940         | Henri Charrière (fils du précédent)  | Droite                       | |
| 1940                                     |              |                                      |                              | Les conseils d'arrondissement ont été suspendus par la loi du 12 octobre 1940 et n'ont jamais été réactivés |
| Les données manquantes sont à compléter. |              |                                      |                              | |

## Démographie
| 1962  | 1968  | 1975  | 1982  | 1990  | 1999  | 2006   | 2011   | 2012   |
| ----- | ----- | ----- | ----- | ----- | ----- | ------ | ------ | ------ |
| 4 173 | 4 080 | 4 763 | 6 228 | 7 872 | 9 645 | 11 019 | 12 162 | 12 502 |